# Pterygoplichthys pardalis
Pterygoplichthys pardalis – gatunek słodkowodnej ryby z rodziny zbrojnikowatych (Loricariidae). Bywa hodowana w akwarium.

## Występowanie
Ameryka Południowa, w całym dorzeczu Amazonki.

## Charakterystyka
Ciało szare, pokryte nieregularnymi, ciemnymi cętkami. Stosunkowo duża płetwa grzbietowa posiada 10 promieni. Samiec i samica są praktycznie nie do odróżnienia. Często bywa mylony z Hypostomus plecostomus i Pterygoplichthys multiradiatus.
Dorasta do ponad 40 centymetrów długości. Szczegółowe dane morfometryczne podali Chavez i inni.

## Warunki w akwarium
| Zalecane warunki w akwarium | Zalecane warunki w akwarium                           |
| --------------------------- | ----------------------------------------------------- |
| Zbiornik                    | duży, minimum 140 cm, dobrze natleniony               |
| Temperatura wody            | 23–28 °C                                              |
| Twardość wody               | średnio twarda do twardej 10–20°n                     |
| Skala pH                    | 7–7,5                                                 |
| Pokarm                      | przede wszystkim roślinny, gotowane warzywa, tabletki |

## Wymagania hodowlane
Ze względu na duże rozmiary powinien być trzymany w zbiorniku co najmniej 140 centymetrowej długości, obsadzonym mocnymi roślinami, które nie zostaną zniszczone. W akwarium należy umieścić korzenie, służące rybie za cenne źródło celulozy i jednocześnie kryjówki. Wbrew powszechnej opinii nie jest wyłącznie glonojadem, pobiera wszelkie inne rodzaje pokarmów. W razie niedoboru pożywienia pochodzenia roślinnego, może zjadać rośliny znajdujące się w akwarium. W stosunku do współmieszkańców spokojny, można go bez obaw trzymać z niewielkimi rybami. Jedynie wobec innych zbrojników bywa agresywny.

## Rozmnażanie
W warunkach domowych ryba ta nie rozmnaża się.